# James Bullough Lansing
James Bullough Lansing (geb. James Martini, 2. Januar 1902 – 29. September 1949) war ein US-amerikanischer Audioingenieur und Lautsprecherdesigner, der vor allem durch die Gründung zweier Audiounternehmen bekannt wurde, die seinen Namen tragen, Altec Lansing und JBL, benannt nach seinen Initialen.

## Biografie

### Frühe Jahre
James Martini wurde am 2. Januar 1902 in Greenridge, Nilwood Township, Macoupin County, Illinois, als Sohn der Eltern Henry Martini aus St. Louis, Missouri und Grace Erbs Martini aus Central City, Illinois, geboren. Sein Vater war ein Kohlebergbauingenieur, was bedeutete, dass die Familie in James’ frühen Jahren häufig umzog. Er war das neunte von 14 Kindern. Er lebte kurze Zeit bei der Familie Bullough in Springfield, Illinois, und nahm später ihren Namen an.
Lansing schloss die achte Klasse der Lawrence School in Springfield, Illinois, ab, besuchte die Springfield High School und belegte außerdem Kurse an einem Small Business College in Springfield.
In jungen Jahren baute er eine Leidener Flasche, um seinen Freunden Streiche zu spielen. Er baute auch Detektorempfänger und einen Funksender, der offenbar stark genug war, dass das Signal die Great Lakes Naval Station in Illinois erreichen konnte. Lansings Sender wurde dann demontiert, als die Marine die Quelle ausfindig machte.
Lansing hatte als Kfz-Mechaniker gearbeitet und dank des Händlers, für den er arbeitete, eine Kfz-Schule in Detroit besucht.
Seine Mutter starb am 1. November 1924, als er 22 Jahre alt war. Anschließend verließ er sein Zuhause und lernte 1925 in Salt Lake City seine zukünftige Frau Glenna Peterson kennen. Zu dieser Zeit arbeitete er als Ingenieur für einen Radiosender. Er arbeitete auch für die Baldwin Radio Company und traf in der Stadt seinen zukünftigen Geschäftspartner Ken Decker.

### Karriere
Lansing und Decker zogen nach Los Angeles, wo sie ein Unternehmen zur Herstellung von Lautsprechern gründeten. Es hieß Lansing Manufacturing Company. Kurz bevor das Unternehmen am 9. März 1927 eingetragen wurde, änderte Lansing auf Vorschlag seiner zukünftigen Frau Glenna seinen Namen von James Martini in James Bullough Lansing. Die meisten seiner Brüder hatten den Nachnamen Martin angenommen, zwei von ihnen (Bill und George) kamen nach LA, um mit ihm zu arbeiten.
Decker kam 1939 bei einem Flugzeugabsturz ums Leben und die Lansing Manufacturing Company geriet ohne seine geschäftliche Führung in finanzielle Schwierigkeiten. Altec Service Corporation kaufte 1941 die Lansing Manufacturing Company, da sie das Unternehmen als wertvolle Quelle für Lautsprecherkomponenten betrachtete. Das kombinierte Unternehmen erhielt den Namen Altec Lansing. James B. Lansing wurde mit einem Fünfjahresvertrag zum Vizechef der Ingenieure ernannt.
1946 verließ Lansing das Unternehmen am Tag seines Vertragsablaufs und gründete ein neues Unternehmen mit dem Namen „Lansing Sound, Incorporated“. Altec Lansing hatte ein Problem mit der Ähnlichkeit dieses Namens mit den von ihnen entwickelten Marken, weshalb James Bullough Lansing sein neues Unternehmen in „James B. Lansing Sound, Incorporated“ umbenannte. Letztendlich wurde dieser Name in der Produktmarke auf „JBL“ abgekürzt und dann offiziell als Firmenname verwendet.
James Lansing galt als innovativer Ingenieur, aber als schlechter Geschäftsmann. Aufgrund der sich verschlechternden Geschäftsbedingungen und persönlicher Probleme erhängte er sich am 29. September 1949 im Alter von 47 Jahren in seinem Haus in San Marcos.